# 阿布·卢厄卢阿·费鲁兹
阿布·卢厄卢阿·费鲁兹（波斯語：‎）是一位波斯奴隶，他在644年11月杀死第二任哈里發欧麦尔·本·赫塔卜。
麦地那是早期哈里发的首都，通常禁止非阿拉伯人进入。然而，作为一名技艺精湛的工匠，阿布卢鲁阿被例外地允许进入，以便为哈里发工作。有一次，Abu Lu'lu'a 要求哈里发取消他的阿拉伯主人 al-Mughira ibn Shu'ba 对他征收的税款。当奥马尔拒绝取消税收时，阿布卢鲁阿在清真寺祈祷时袭击了他，用双刃匕首刺伤了他，使他受了致命伤
根据历史记载，Abu Lu'lu'a 要么在麦地那被捕并被处决，要么在那里自杀。作为报复，Ubayd Allah ibn Umar（Umar 的儿子之一）不仅杀死了 Abu Lu'lu'a 的女儿，还杀死了一位名叫 Hurmuzān 的前萨珊军官，以及一名来自 al-Hira（伊拉克）的基督教徒 Jufayna作为麦地那一个家庭的私人家庭教师。 
然而，根据后来的传说，先知穆罕默德的堂兄兼女婿阿里（后来被尊为第一位什叶派伊玛目）从追捕者手中救出阿布卢鲁阿，并奇迹般地将他运送到卡尚（伊朗中部）， Abu Lu'lu'a在那里结婚并度过了他的余生。在某个时候，那里为他竖立了一座神殿，从 16 世纪开始，它成为每年庆祝他的事迹的节日的焦点，称为 Omar Koshan（意为“奥马尔之死”）。